# Douglas Hartree
Douglas Rayner Hartree (ur. 27 marca 1897 w Cambridge, zm. 12 lutego 1958 tamże) – angielski matematyk i fizyk.

## Życiorys
W 1915 roku rozpoczął studia w St John’s College w Cambridge, jednak z powodu trwającej I wojny światowej musiał je przerwać. Podczas wojny uczęszczał na kursy obrony przeciwlotniczej. Po wojnie wrócił do Cambridge. Studia ukończył w 1921 roku. W 1926 roku obronił doktorat. W latach 1929–1937 był profesorem matematyki stosowanej na The University of Manchester. W 1946 roku został mianowany profesorem fizyki matematycznej na University of Cambridge, gdzie pracował do śmierci w 1958 roku.
Interesował się analizą numeryczną, którą stosował w badaniach nad balistyką, fizyką atmosfery i dynamiką płynów. Przyczynił się do opracowania tzw. metody Hartree-Focka, która umożliwia opisanie przybliżonego stanu układu wielu cząstek o spinie połówkowym, stosowanej w mechanice kwantowej (jego badania dopracował później rosyjski fizyk Władimir Fock). W latach 30. skonstruował analizator różnicowy. Opierał się on na modelu Vannevara Busha. Podczas budowy komputera ENIAC doradzał, jak stosować go do obliczania trajektorii pocisków. W 1946 roku stwierdził, że szybki komputer cyfrowy może mieć tak duży wpływ na cywilizację jak nadejście energii jądrowej.
W 1932 roku został członkiem Royal Society.